# 松浦徹
松浦 徹（まつうら とおる、1965年 - ）は、日本の映画監督・テレビディレクター・脚本家。

## 来歴・人物
1991年ホリプロ入社。1996年から、マネージメントの傍ら、演出活動を開始。テレビドキュメンタリーなどを中心に活動していた。2006年公開『ギミー・ヘブン』で劇場用長編映画デビュー。2009年には、『恋と革命』で初の舞台演出も手がける。

## 主な作品

### 映画
- 25mの向こう側（2001年）- 脚本・監督
- 蒼い夏（2003年）- 脚本・監督
- ギミー・ヘブン（2006年）- 監督 ※第10回ファンタジア国際映画祭出品
- ともだち（2009年）- 監督
- 純愛風景（2009年）- 監督

### 舞台
- 恋と革命（2010年、赤坂レッドシアター）
- 七日目にボクはキミと（2018年、新宿シアターモリエール）

### テレビ
- ワーズワースの冒険（1997年、フジテレビ）
- FNS年末スペシャル フジテレビにしか出来ない20世紀の黄金バラエティ大全集!（2000年、フジテレビ）
- MAX IN NY〜夢のNY初ライブ〜（2001年、テレビ朝日）
- NONFIX『歴史教科書の夏』（2001年、フジテレビ）
- 情熱大陸「教育学者・齊藤孝」（2002年、毎日放送）
- NONFIX『京都の恋〜2002年夏〜』（2002年、フジテレビ）
- 『遥かなる氷河と太古の森と〜アラスカ・カナダ紀行〜』（2003年、フジテレビ）
- friend after 3.11 vol.2 (2012年、BSスカパー)岩井俊二プロデュース
- 小泉今日子　50歳　ニューヨーク（2016年、テレビ朝日）

### ミュージックビデオ・ DVD・イメージビデオなど
- 武田真治「SPEED」（1995年）
- 武田真治「No Good!」（1996年）
- 山口紗弥加「BABY MOON」「Little Wing」「赤い花」（1998年）
- 山口紗弥加「April Fool」（1999年）
- 山口紗弥加「Toy Ring」（2001年）
- 竹仲絵理「まなざし」（2004年）
- ドキュメンタリー「廃墟」（2004年、フジテレビ・ポニーキャニオン）
- 横峯さくら「Get Into The Hole」（2005年）
- NORISIAM-X「Brave New World」（2005年）
- 竹仲絵理「gerbera」（2005年）
- 吉野紗香「FAKE」（2006年）
- 速水もこみち「Hang Out In N.Y」（2007年）
- 中村俊輔オフィシャルDVD-BOX 「naka25×shun10」（2008年、ポニーキャニオン）